# Румски султанат
Румски султанат (перс. سلجوقیان روم), познат још и као Анадолски селџучки султанат, Иконијски султанат, Анадолска селџучка држава (тур. Anadolu Selçuklu Devleti) или Турска селџучка држава (тур. Türkiye Selçuklu Devleti), била је турско-персијска сунитска држава, која је успостављена на дијелу Анадолије који је од Византијског царства освојила Селџучка држава, коју је успоставила Селџучка династија. Назив Рум је у ствари арапски назив за Андолију, ар Рум (арап. الرُّومُ), који потиче од грчког назива Ромеји (грч. Ρωμιοί).
Румски султанат се издвојио из Селџучког царства за вријеме владавине Сулејмана ибн Куталмиша 1077. године, након битке код Манцикерта. Прва пријестоница је била у Изнику, а затим у Конији. Врхунац моћи је достигло крајем 12. и почетком 13. вијека, када је од Византије претео кључне луке на црноморском и средоземном приморју. На истоку, султанат је апсорбовао друге турске државе и проширио се до језера Ван. Трговина из Персије и средње Азије преко Анадолије развијена је системом каравансараја. Са Ђеновом су у том периоду формирано посебно снажне трговинске везе. Веће богатство омогућило је да султанат апсорбује друге турске државе које су биле успостављене у источној Анадолији (Данишменди, Менџукиди, Салтукиди, Артукиди).
Селџучки султани су носили бреме крсташки ратова и на крају су подлегли монголској инвазији 1243. године (битка код Коседага). До краја 13. вијека, Селџуци су постали вазали Илканата. Моћ селџучких султана се распала у другој половини 13. вијека. Посљедњи селџучки вазалал Илканата, Масуд II, убијен је 1308. године. Нестанком Румског султаната настали су многе мали анадолски бејлици, међу њима и бејлик Османске династије, који је на крају освоји остатак бејлика и на простору Анадолије формирао Османско царство.

## Култура и друштво
Селџучка династија у Руму, као наследници Великих Селџука, заснивала је своје политичко, верско и културно наслеђе на персо-исламској традицији и грчко-римској традицији, чак до те мере да су својим синовима давали персијска именима. Као израз турско-персијске културе, Рум Селџуци су били покровитељи персијске уметности, архитектуре и књижевности. За разлику од Селџучког царства, селџучки султани Рума имали су персијска имена као што су Кеј-Кусрав, Кај-Кубад и Кај-Каус. Бирократе и верска елита њиховог царства била је персијског порекла. У 13. веку, већина муслиманског становништва у главним анатолским урбаним центрима наводно је говорила персијски као главни језик. У овом веку је склоност опонашању Ирана у смислу администрације, религије и културе достигла свој врхунац, што је резултирало стварањем „другог Ирана” у Анадолији.
Упркос свом турском пореклу, Селџуци су користили персијски у административне сврхе, чак су и њихове историје, које су замениле арапски, биле на персијском. Њихова употреба турског језика једва да је уопште промовисана. Чак је и султан Килиџ Арслан II, као дете, разговарао са дворјанима на персијском. Канбаги наводи да су анатолски Селџуци били још више персијанизовани од Селџука који су владали Иранском висоравни. Рахат ал-судур, историја Великог селџучког царства и његовог распада, коју је на персијском написао Мухамед бин Али Раванди, посвећена је султану Кајхусраву I. Чак је и Тарики Али Салдјук, анонимна историја Султаната од Рума, написана на персијском.
Један од њених најпознатијих персијских писаца, Руми, узео је своје име по имену државе. Штавише, византијски утицај у султанату је такође био значајан, пошто је византијска грчка аристократија остала део племства Селџука, а домаћи византијски (румски) сељаци су остали бројни у региону. Културно потурчење у Анадолији првобитно је почело током 14. века, посебно током постепеног успона Османлија.
У изградњи каравансараја, медреса и џамија, румски селџуци су применили иранску селџучку архитектуру од цигле и малтера на употребу камена. Међу њима су посебно значајни каравансараји (или ханови), који су се користили као стајалишта, трговачка места и одбрана за караване, а од којих је око стотину објеката изграђено током периода анадолских Селџука. Уз персијске утицаје, који су имали неоспоран ефекат, селџучка архитектура је инспирисана локалним византијским (румским) архитектама, на пример Гок Медреса (Сивас), и Јерменима. Као таква, анадолска архитектура представља неке од најизразитијих и најимпресивнијих грађевина у читавој историји исламске архитектуре. Касније ће ову анатолску архитектуру наследити Султанат Индије.